# Virú
Pour les articles homonymes, voir Virú (homonymie).

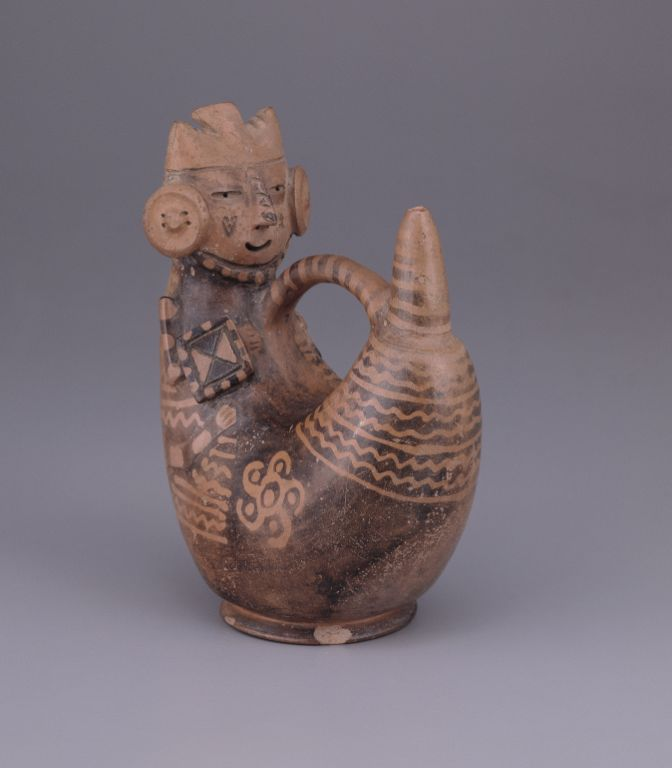
Céramique Virú (collections du Musée Larco).

La culture Virú, également appelée Gallinazo, s'est développée sur la côte nord péruvienne entre l'an 200 av. J.-C. et l'an 350 de notre ère. Elle s'établissait d'abord près du fleuve Virú avant de s'étendre jusqu'aux vallées du Santa et du Chicama.
Durant le IIIe siècle, la culture Virú subit de plus en plus l'influence de la culture Moche qui se situe un peu plus au nord, et finira par s'éteindre pour lui laisser place.